# 北海道21世紀博覧会
北海道21世紀博覧会（ほっかいどうにじゅういっせいきはくらんかい、英:HOKKAIDO 21st CENTURY EXHIBITION）は、北海道岩見沢市のいわみざわ公園で開催された博覧会。

## 概要

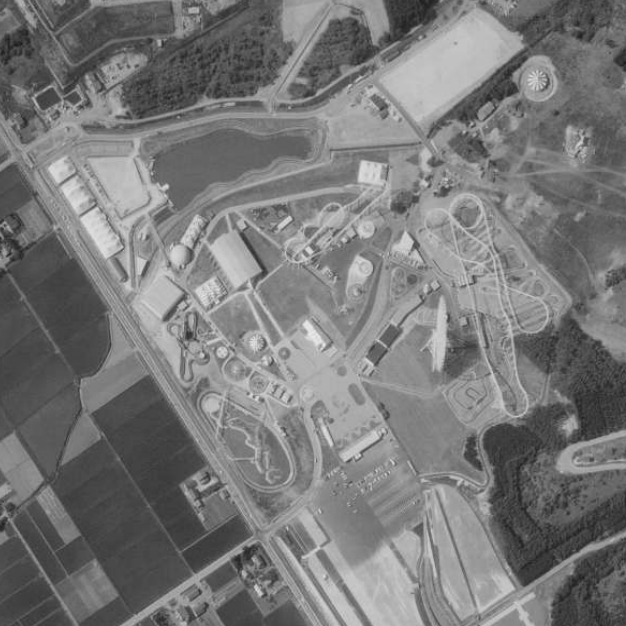
主会場全景。

東京以北最大規模の遊園地を核として全道的規模で未来を展望することを主目的に、地域自立と振興開発、地域の文化・経済活性化の促進のほか岩見沢を全国にアピールする狙いをもって企画された。
- テーマ：NEW AMBITIOUS -新時代への創造[2]
- スローガン：みえてくる。新しいふれあいの遊トピア。[2]
- 理念[2]
  1. 21世紀の北海道を展望するために - 通産省テクノポリス構想、郵政省テレトピア構想、建設省新地方生活圏計画、通産省・中小企業庁コミュニティマート計画や北海道新総合計画等地域振興や自立への取り組みが行われる現状に立ち、これからの豊かな北海道づくりを展望する。
  2. 地域振興開発のために - 一村一品運動や一市一観光運動といった地域活性化運動の中で、個性的地域社会や強い北海道経済のための町おこし・村おこし運動で地域の自立化を図る。
  3. 道民意識・市民意識の高揚と経済の活性化、地域文化の発展のために - 地域住民のコンセンサス・地域意識の高揚に大いに寄与し観光・産業・物流・人的交流による経済活性化や地域文化の発展を図る。
  4. 21世紀の北海道における岩見沢市を中心とした空知のポジションを全道全国にアピールするために - 岩見沢市の街づくり長期ビジョンの主要テーマである緑豊かな活力ある文化都市を目指すために、かおり高い文化のまちとして未来に大きな夢と願いを持ち本博覧会を契機に新しく飛躍する岩見沢と空知地域の振興を打ち出す絶好の機会とする。
- 開催期間：1986年（昭和61年）6月22日（日） - 9月15日（月・祝）
- 開場時間：9:00 - 17:00
  - 8月17日までの夏休み期間中は18時まで延長[3]。
- 会場：いわみざわ公園（北海道岩見沢市・会場面積183万平米、主会場33万平米）
- 出展企業数：53社[4]
- 来場者数：1,355,904人[5]（当初目標200万人[2]・最終目標150万人[5]）
  - 最大入場者：67,546人（8月15日）[6]
  - 最小入場者：3,287人（8月27日）[6]
  - 平均入場者数：15,743人[6]
- 事務局支出予算：約18億1,545万円[6]
- 出展企業支出：約36億3,281万円[6]
- 関連公共事業支出：約8億3,861万円[6]
- 入場者総支出推計：約49億8,900万円[6]
- 経済効果額（総生産誘発額）：約325億6,027万円[6]
- 主催：岩見沢市・岩見沢商工会議所
- 特別後援：北海道、北海道新聞社
- 後援：総務庁、外務省、文部省、厚生省、農林水産省、通商産業省、運輸省、郵政省、自治省、経済企画庁、北海道開発庁、科学技術庁、環境庁、日本国有鉄道、日本たばこ産業、日本電信電話、日本道路公団、日本放送協会札幌放送局、北海道教育委員会、北海道市長会、北海道町村会、北海道商工会連合会、北海道商工会議所連合会、北海道観光誘致宣伝協議会、北海道経済連合会、北海道経営者協会、北海道経済同友会、北海道商工指導センター、北海道商店街振興組合連合会、北方圏センター、北海道森林組合連合会、北海道水産会、北海道交通安全協会、北海道観光連盟、北海道貿易物産振興会、北海道農業組合中央会、ホクレン農業協同組合連合会、北海道信用農業協同組合連合会、北海道厚生農業協同組合連合会、空知支庁管内町村会、空知管内農業協同組合長会、北海道中央バス、道南バス、じょうてつバス、旭川電気軌道、夕鉄バス、日本交通公社、日本旅行、近畿日本ツーリスト、東急観光、京王観光、札幌アーバンツーリスト、北日本旅行、札幌ツーリスト、名鉄観光サービス、北日本ツーリスト、アサヒ旅行開発、全国農協観光協会札幌支所
- 特別協力：北海タイムス社、岩見沢新聞社、空知新聞社、空知新報社、北海道放送、札幌テレビ放送、北海道テレビ放送、北海道文化放送、FM北海道
- シンボルマーク：渡辺雄三がデザインし青と紫の配色で岩見沢市のシンボルマークの米印に、北海道の自然と活力ある産業を2色のリボンで表現し人と人・人と自然・人と産業のコミュニケーションとなる博覧会を心ふれあう場とし2つの輪は「みえてくる。新しいふれあいの遊トピア」を躍動感あるハートの連続で表現し「新時代への創造」を宇宙の形として表したものとした[7]。
- マスコットキャラクター：トピアくん - 上杉幸子のデザインで象のふれあいショーイベントをモチーフとし[7]、青く尖った帽子を被り緑のサッカーボールを蹴り出す姿とした。
- テーマ曲
  - イメージソング「北のカーニバル」（作詞・雨宮英子、作曲・船村徹、編曲・丸山雅仁、歌・きたの遊）
  - 音頭「サァサ空知へ」（作詞・雨宮英子、作曲・船村徹、編曲・南郷達也、歌・真咲よう子、鳥羽一郎、星恵津子）
  - マスコットキャラクターイメージソング「トピアくんのテーマ」（作詞・作曲・歌：右左）
  - 協賛歌「ようこそ岩見沢」（作詞・亀山紀伊子、作曲・中山誠二、歌・シンとユカリ）
- 入場料
  - 前売・予約団体：大人（高校生以上）1,000円、小人（小中学生）700円、幼児（3歳以上）200円
  - 当日：大人1,400円、小人700円、幼児300円
  - 当日団体（25名以上）：大人1,100円、小人600円、幼児200円
  - 学校団体（25名以上）：大人1,000円、高校生800円、小人400円、幼児200円
  - 団体客は26名毎に1名入場無料。

## 施設・パビリオン
会場は新設された主会場を「ふれあいの広場」として北方を企業出展「ワンダーワンダフルゾーン」と西部・東部を遊園地「プレイランド・ゾーン」に分け、既設の公園施設は副会場として北部の冒険の森や多目的広場などを「冒険の広場」、南東部のふるさとの森などを「かたらいの広場」とした。
テーマゾーン
- テーマ館「北海道21世紀館」 - 「THE LAND−北海道の恵み」をテーマに、「北海道の歩み」「北海道のめぐみ」「北海道の未来」の3テーマをパネルやコンピュータグラフィックスで紹介する。またシアターではミラーを用い床面のスクリーンに投映する「ボトムビジョン・マルチ映像方式」による映像や日本初の位相差ステレオサウンド等による先端技術を用いた映像詩で北海道の自然の姿を上映する。期間中全パビリオンで2番目に多い50万人が来場[8]。
  - 過去・現在・未来の時間を追いながら21世紀へ羽ばたく内容で、過去の北海道の歩みをイラストやパネルで紹介し過去の世界へ導き、現在の北海道の産業を最新データをもとにしたパネルで紹介しそれぞれの産業をイメージしたカットアウトをサインとして使用、21世紀の未来は開発・ハイテク・バイオを代表する大型イメージ写真と光の演出やコンピュータによるQ&Aコーナーによる北海道やバイオ関連の紹介、北海道の恵みをテーマとした未来の北海道を表現した位相差ステレオサウンドなどの先端技術を取り入れたフロアスクリーン映像の上映を展開した[9]。
  - 閉幕後は屋内イベント会場「ランドホール」の一部として使用。
- サブテーマ館「北海道一村一品館」 - 北海道の豊かな自然・資源・環境を生かした「一村一品運動」に関連し、北海道新聞社の出展で[10]、道北・道央・道東・道南4エリアに分け180市町村協力のもと各市町村の名産品を展示販売し村おこし・まちおこしの将来展望を探る。また道内の伝統芸能の実演も行われた。
  - プロローグでは一村一品運動とその理念、テーマゾーンでは北海道の自然を中心とした映像展示として[11]、大型ミラー4枚のカレイドスコープ効果を生かした「FANTASTIC北海道」を上映[10]、北海道とニューメディアゾーンではキャプテンシステムによる情報提供や情報と物流の関係の紹介、一村一品展示ゾーンでは道内4ブロックに分けた各地の特産品展示、フロンティアスピリットゾーンでは空知地区を中心とした企業展示による先端産業の紹介として「テクノランド空知」コーナーを展開[11][10]、一村一品販売ゾーンとふるさと発見ゾーンで道内特産品や全国物産の紹介を行う[11]。
- 日中友好館（兵馬俑・朝陽市重要文物） - 道内初展示となる秦始皇帝陵の兵馬俑から将軍俑・軍吏俑・跪坐俑各1体と武士俑2体の計5体の人物俑・陶馬1体の展示と、特別展示「朝陽市重要文物展」として3000年前から1500年前にかけての青銅円鼎、三彩杯、鶏冠壺、粉彩三国故事瓶、虎形磁枕等36点を出展する。兵馬俑5体と付属品45点・朝陽市出展36点を合わせ総評価額は約32億円に上り[12]、期間中全パビリオン最多の入場者の半分強に当たる72万人が来場[8]。

ワンダーワンダフルゾーン
- 未来情報館 - 未来のコミュニケーション手段となるニューメディアの数々を、エレクトロニクス関連企業各社が具体的に展示する。
  - NEC「PCニューメディアコロシアム」 - 9台のパソコンで走り幅跳びなどのゲームを展開し、ゲーム大会も開催する。
  - NHK「NHK放送通信」 - 来場者がコントロール可能な屋外カメラや災害放送・衛星放送・文字放送を各4画面計16画面で受信展示する。
  - 日本IBM「木のこころ、北のこころ」 - 高度情報化社会には人の心がより大切にされなければならないという思いのもと、木目調のブースで木を見つめ人間の文化歴史を探るパソコンによるクイズ・ゲーム、3D映画などで木と遊ぶ北のこころを楽しく展示する。
  - 松下電器「触ってごらん遊メディア」 - 電話とFAXが一体化した「おもしろもしもしパナメモ」、迫力劇場「3D-VHD劇場」、プラズマボール「ふしぎエレクトロニクス」、パソコンと映像を一体化した「MSX2パソコン」などでメディアで遊ぶ展示を展開する。
  - 富士通「サマーパソコンスクール」 - 林間学校をイメージしパソコンを学習教材に用いて簡単に触れるワープロなどで子どもたちの夢を実現させる。
  - KDD「レインボールーム」 - 国際電話がどのような形でつながるかをシミュレーションした体験展示や、パリ・ニューヨーク・リオ・ソウル・ローマからの挨拶の再生も行う。
  - NTT「INSコーナー」 - キャプテンサービス、デジタル通信、テレビ電話、スケッチホン、ホームセキュリティなどニューメディアの体験展示を展開する。科学万博つくば85で使用したINS機器を中心に生活に取り入れた形の紹介や体験企画として、文字図形情報を映し出すモニターテレビやニュース・天気・ショッピング情報の入力予約体験を展開する「メーンコーナー」、INS時代の主役となるデジタル電話機・デジタルファクシミリなど各種機器を自宅からファクシミリで会社と書類交換行うなど家庭の部屋に取り入れた形で紹介する「家庭のINSコーナー」、テレビ電話での会話体験や光ファイバーモデルによる電話の繋がる仕組みの紹介などを展開する「INSプレイランド」、未来の会話光景を映像やパネルで紹介する「テレホンサービスコーナー」を展開[13]。
  - 未来情報コーナー - ニューメディア・VAN・AIをパネルと音声でわかりやすく解説する。
- 三井遊トピア館 - 21世紀における遊びを叙情的・感動的に表現するパビリオンとして、アメリカMLFプロダクション制作の海の未知なる世界を描いた製作期間3年・制作費22億円の偏光フィルター式3D映画「シー・ドリーム」を上映する。当初は「21世紀遊トピア館」として計画[2]。大きなエイや海鳥、帆船や嵐や夕日、水上スキーやイルカのジャンプ、ハングライダーとそれに似た魚、乱舞する海鳥や様々な魚、フリスビーを受け取るイルカといった情景が10-12分間上演された[14]。
- 科学技術館 - 21世紀を支える科学技術の姿として宇宙・航空・陸上・科学の新開発技術を展示する。
  - セキスイ「ロボットシアター ナインブラザーズ」- あいさつ・スタンプ・ジャンケン・大声・チャレンジ等9種のロボットを展示。
  - 日立「インターフェイスランド」 - 積み木・シャボン玉・お絵かき・スタンプの動きを兼ね備えた1台のロボットを展示し、また高速ファクシミリとパソコン通信を用い同時期開催のさっぽろ花と緑の博覧会を結ぶ。
  - モーターブース - トヨタ・日産・マツダがコンセプトカーやラリーカーなど最先端技術を駆使した車を展示し車の現在と近未来を表現する。
  - 国鉄「明日に向かって」 - リニアモーターカー・これからの交通・列車運行を可動模型で展示し、パソコンによる「鉄道クイズコーナー」も設置された。
  - 北海道開発局「北海道の開発「過去・未来・現在」」 - 北国の冬を楽しむ「冬トピア構想」や北海道開発の歩み、北海道上空の衛星気象データ等を展示。「北の大地と暮し'21」をテーマに北海道発展の礎を築いた過去・開発局の歴史と暮らしへの関係性を示す現在・21世紀へ向けての事業を紹介する未来に分け開発行政全体のPRを行う形とし、プロローグゾーンでは万華鏡とビデオの映像効果を組み合わせた開発をイメージづける映像展示を組み込んだ北海道島の形状をかたどったオブジェを配置、総合テーマゾーンではランドサットから見た北海道を中心に開発事業との関わりを光る空間パネルや事業紹介写真パネルで構成、トピックスゾーンはふゆトピア構想の内照式パネルで紹介する他新旧の冬の道具やスカイウェイ模型の展示、歩み（過去）ゾーンでは北海道開発の歩みを古写真や大型絵図面で展示する構成で明治40年代と昭和50年代を比較する大型図面等を用い河川・農業・道路などの変化を解説し内照パネルによる古写真を展示、暮し（現在）ゾーンでは開発行政と道民の暮らしの関わりを道路・河川・農業のコーナーでイラストを中心に写真を添えたパネルで構成、希望（未来）ゾーンでは新千歳空港国際化・国営公園滝野すずらん丘陵公園といった大型プロジェクトや河川・農業・道路といった将来に向かっての構想を相互に関連付け紹介する他リアルタイムのひまわり気象情報・雨量レーダー情報・道路交通情報のレシーバー配信を展開、イベントゾーン「かいはつ君のゼミナール」ではロボットと入館者によるQ&A企画を展開しステージ後ろに「日本で一番まっすぐな道路は?」「水田と畑どっちが多い?」等の問題パネルを点灯させる[15]。
  - 日本道路公団「みち」 - 道路の歴史や高速道路の保安システム、北海道の高速道路網の現状や将来のパネル等を展示。
- 生活環境館 - 豊かな明日の北国の生活への新しい提案として、人間の暮らしや夢と想像の世界を体験させる生活関連の展示館。
  - 竹中工務店「大工道具館」 - 竹中大工道具館が所蔵する大工道具の数々を道内初展示し、道具の歴史や面白い道具や木と枝の物語から大工道具の今昔を展開する。
  - ニッカ「ウイスキーの歴史」 - ニッカウヰスキー製品を中心にウイスキーの製造工程や歴史を展示する。
  - 北海道郵政局「宇宙からのメッセージ」 - メタリックな宇宙船を模した内外観で岩見沢郵便局からの出張で郵便・貯金業務を行う臨時郵便局「コロニー郵便局」やSFミニチュアモデル展示を配し、ステージ「未来郵便ステージ」では70インチプロジェクタースクリーンでのウェザー・リポートのコンサート映像上映や宇宙クイズイベントを展開、窓を模したショーケースに世界の宇宙や科学に関した切手展示やふるさと小包の紹介[16]、映画「さよならジュピター」で用いられた宇宙船ジオラマ展示、スタンプロボットを展開した[17]。
  - 岩見沢市「ばんえい岩見沢」 - ばん馬の剥製、騎手養成用の木馬、馬の種類の展示やばんえい競馬の実況映像上映を行う。
  - ホクレン「21世紀ミュージカルシアター」 - 約200平米の小劇場内でカボチャ・人参・牛乳といった[18]、野菜・米・果物等の農畜産物を擬人化したロボットによるミュージカル人形劇[19]「とびだせピクニック」を上演[18]。
  - 21世紀博記念アマチュア無線クラブ - 「8J8EXP」のコールサインで無線交信を行う。
  - エバラグループ「水」 - 私達の生活と水をテーマにおいしい水や夢の下水道、マリングラスの珍しい水槽などを展示。
- スポーツ文化館 - スポーツ・レジャー用品等来たるべき自由時間社会を見据え生活の中の娯楽と文化を集め国際色豊かなスポーツ文化を展示する。
  - 日本自転車振興会 - 1850年から明治初期にかけての自転車や歴史年表を展示する「自転車の歴史や風俗」コーナーや、パナソニックの最新自転車を展示する。
  - 日本通運 - 「Let's sport!」をテーマにヨットやパラプレインなど今後人気を集めるユニークなスポーツ用具を展示する。
  - UCCコーヒーショップ - コーヒー文化の歴史などのビデオ上映とともにコーヒー・軽食を販売。
- 21世紀バザール館 - アイデアに富んだ商品と憩いの調和した新しいショッピングコミュニティとして、地元7社・流通11社・国際6社の3ゾーンに分け計24社による物販ブースを展開する。
- 日中友好バザール館「日中友好館」 - 芸術品・手工芸品・食料品・雑貨・ファッションなどの中国物産を展示販売する。
- 耐雪ハウス 生活文化情報館 - 耐雪住宅のモデルハウス。

イベントゾーン
- ランドホール - テーマ館と併設、劇団カッパ座による童話劇場や日替わりの道内郷土芸能等を上演する。広さ24,000平米・高さ10m[20]。閉幕後は屋内イベント会場「ランドホール」の一部として使用。
- 象のイベント広場 - タイから移送したインドゾウ14頭が綱引き・サッカー・人跨ぎ・象乗りなどを平日2回・日曜祝日3回実演する。また象に乗っての記念写真撮影販売も行われた[21]。

サービス施設
- メインゲート
  - 事務局
  - 迷子救護センター
- コンコース
  - ウェルカムトゥモローストリート - カラー舗装と噴水と花壇を設置し、童話キャラクターが出迎えるメインゲート前の憩いのスペース。
    - 写真サービスセンター
    - 貸しロッカー
    - インフォメーション
    - 関係者控室
    - サッポロビール直営レストラン「ライオン」 - 札幌時計台をかたどった形状で屋外にガーデン席も設ける。鉄骨平屋建て565.52平米[22]。

  - 遊トピア通り - 沖縄市の東南植物楽園から寄贈された熱帯植物を取り入れ[23]、南国ムードに溢れたテーマ館方面へのコンコース。
  - ボランティアハウス - 岩見沢ボランティア推進協議会による車椅子介助と岩見沢手話の会による水・土・日曜の手話通訳ボランティアの詰所[24]。
- 北ゲート
- 売店（3箇所）
- レストハウス「太陽」 - ガラス壁と高い天井を持つレストランの他、ファーストフードカウンターを併設する。ファストフード用屋外テラス230席・店内120席[25]。
- 特設イベントホール - 丘陵地のスロープを用いた芝生広場に開放感のある屋外ステージを設置しテレビ・ラジオの公開放送を展開する。
- 駐車場「パーキング・ゾーン」（南北2箇所 乗用車1万台、バス500台収容）

プレイランドゾーン
30種類の遊戯施設を設け大手2社を含む合計7社が分担し運営、博覧会終了後はグリーンランドによる「三井グリーンランド」（現・北海道グリーンランド）として営業。
- 明昌特殊産業運営
  - フラワーティーカップ（明昌特殊産業製）[26]　- 直径11.45m、定員48人[27]
  - スーパーチェア（明昌特殊産業製）[26] - 直径26m[27]
  - モンスター（明昌特殊産業製）[26] - 直径19.2m[27]
  - メリーゴーランド（明昌特殊産業製）[26] - 直径13m、定員36人[27]
  - ミニSL「開拓列車」（明昌特殊産業製） - 全長380m・定員40名・軌間900mm[26]。北海道から九州まで約120mで実物の約1万6千分の1のサイズの日本列島をかたどった小島を配した面積7117平米の西方の池「開拓の池」の外周を周遊する[28]。
  - ミステリーマンション（明昌特殊産業製）[26]
  - カーニバル&ゲームコーナー（明昌特殊産業製）[26]
- 泉陽興業運営
  - 大観覧車「アポロン」（泉陽興業製）[26] - 高さ85m、回転輪直径82.5m、6人乗りゴンドラ48基搭載[29]。当時世界最大規模
  - フライングカーペット（泉陽興業製[26] 40人乗り[27]）
  - スーパースイング（泉陽興業製）[26] - 直径21m[27]
  - マッドマウス（泉陽興業製）[26] - 全長235m・2人乗り車両6台[27]
  - サイクルモノレール（泉陽興業製[26]） - 全長270m[27]
  - 大幽霊屋敷（泉陽興業製）[26]
  - サファリペット（泉陽興業製）[26] - コース直径15m[4]。
  - ゲームセンター（泉陽興業製）[26]
- タスコ運営
  - ファファパーク（タスコ製）[26]
  - アメリカンカーニバルプラザ（ゴリラボール・コスモリング・バスケットボール）[26]
- 道興運営
  - キャメルコースター（明昌特殊産業製） - 長さ1,260m、最高点33m、最大落下角度46度、4人乗り6両編成[26]
  - ゴーカート（明昌特殊産業製） - 1人乗り30台・2人乗り20台[26] キャメルコースター下2コース
- 岩見沢レースイ観光運営
  - ペアリフト（安全策道製）[4] - 博覧会後はスキーリフトとして使用
  - 3回転コースター（泉陽興業製） - 日本初導入[26]。全長580m[27]。
  - ゴーカート（明昌特殊産業製） - 2人乗り30台[26] 遊トピア湖周遊1コース
- クマキ建機工業運営
  - 周遊車（クマキ製）[26] - 36人乗り[4]。アヒル型のトラクターと客車3両によるロードトレイン形式。
  - 急流すべり（クマキ製）[26] - 全長305m[4]、東日本初の設置
  - ランドアップ（クマキ製）[26] - 直径12m・定員22人[27]
  - 遊トピアボート（日邦産業製）[26] - ボート40艇[4]、北方の池「遊トピア湖」を用いた手漕ぎ・足漕ぎボート。
  - ミラーハウス（クマキ製）[26]
  - バッテリーカー（日邦産業製）[26]
- 空知石炭運営
  - ツインドラゴン（明昌特殊産業製）[26] - バイキング遊具、定員40人[27]
  - ニューアストロファイター（明昌特殊産業製）[26] - 直径23m、定員36人[27]
  - ニューエンタープライズ（泉陽興業製）[26] - 直径14.4m、定員40人[27]

## 沿革
- 1984年
  - 6月 - 岩見沢市が博覧会の開催検討を開始[30]。
  - 9月20日 - 実行委員会発足、岩見沢市議会で基本構想の説明を実施[31]。
  - 9月21日 - 開催概要発表[1]。
  - 11月 - 12月10日 - シンボルマークとマスコットを公募[32]
  - 11月19日-1985年4月15日 - 道内各市町村への協力要請活動第一弾を実施[33]。
  - 12月18日 - シンボルマークとキャラクターを決定[7]。
- 1985年
  - 1月 - 横路孝弘北海道知事が名誉会長に就任[34]。
  - 3月30日 - 前売り券発売[35]。
  - 5月14日 - トピアくんキャラクター商品発売[36]。
  - 5月17日 - 6月1日 - 空知管内各市町村でPRキャラバンを実施[37]。
  - 6月2日 - 岩見沢市役所から岩見沢市民会館までのルートで大市民パレードPRを実施、市民会館でのアトラクションにてテーマ曲を発表[38]。
  - 6月11日 - ランドホール起工[20]。
  - 8月1日 - 遊戯施設起工式実施[39]。
  - 9月 - 中国から兵馬俑の出展が決定[40]。
  - 10月12日 - パビリオン総合起工式実施[41]。
  - 11月13日 - 19日 - 岩見沢市工藤一太郎助役らが訪中、北京・西安で兵馬俑・朝陽市文化財の出展契約に調印[42][12]。
- 1986年
  - 3月 - 収支予算を決定、支出総額17億745万円とし入場者見込みを110万人とした[43]。
  - 5月1日 - 22日 - 大観覧車の愛称を公募、その後岩見沢市の男性が応募した「アポロン」が最優秀賞として採用される[44]。
  - 5月12日 - 企業パビリオン上屋引き渡し[45]。
  - 5月13日 - 展示工事開始[45]。
  - 6月2日 - コンパニオン採用式実施[46]。
  - 6月7日 - 遊具施設竣工[47]。
  - 6月13日 - 兵馬俑・副葬品・朝陽市歴史的文物を搬入[48]。
  - 6月14日 - タイ産インドゾウ雄8頭・雌6頭を搬入[49]。
  - 6月21日 - 岩見沢市中心部金市舘前周辺にて前夜祭とパレード、岩見沢市民会館にてレセプションを開催[50]。
  - 6月22日 - 開会式実施[51]。メインゲート前にて8時から陸上自衛隊第11音楽隊の演奏によるファンファーレと行進曲で北海道警察カラーガード隊の先導で11パビリオンのコンパニオン150名が入場、ボーイスカウトによる国旗・道旗・岩見沢市旗・商議所旗・博覧会旗掲揚、国兼孝治岩見沢市長・横路孝弘道知事挨拶、岩見沢市内の小学1年生2名・横路知事・板垣札幌市長・ビチェンワタクナン駐日タイ大使・中国側関係者2名・有吉新吾グリーンランド会長・国兼市長・三谷栄一岩見沢商工会議所会頭・宮越善三岩見沢市議会議長らによるテープカット、児童270人による風船2,000個の打ち上げと鳩100羽の放鳥を実施[52]。初日入場者数4万2千人[53]。
  - 6月27日 - レオナルド熊一家が来場[54]。
  - 6月29日 - 入場者10万人達成[55]。
  - 7月6日 - 来場者21万人達成[56]。
  - 7月29日 - 来場者50万人達成[57]
  - 8月5日 - エドモンド・ヒラリー夫妻が来場[58]。
  - 8月17日 - 入場者数100万人達成[5]。副賞としてカラーテレビや兵馬俑の焼き物等を進呈[59]。
  - 9月15日 - 閉会式開催[5]。16時30分より駒大岩見沢高校ブラスバンドとチアガールの演技、グアム旅行・中国旅行プレゼントクイズ企画の旅行当選者抽選会、ボーイスカウト先導による出展20団体の代表者入場、ステージでのジャズダンス披露、17時30分から五発の花火と岩見沢商議所三谷会頭の閉会宣言、国兼岩見沢市長の挨拶、北海道知事代理の斎藤空知支庁長・吉田北海道議会議員からの来賓挨拶、兵馬俑貸出の中国側関係者とインドゾウ貸出のタイ側関係者への感謝状贈呈、市民150人による「交響詩岩見沢」合唱、国旗・市旗・博覧会旗降納ののち最後に観覧車前の斜面に「サヨウナラ」の火文字を点灯し終了[60]。また、午後4時から6時には無料開放を実施[8]。
  - 9月21日 - インドゾウ14頭を撤収、その後苫小牧港を経由し24日に清水港からタイへと移送[61]。
  - 10月1日 - 博覧会事務局を主会場メインゲートから岩見沢市役所に再移転、事務員を47名から15名程度に削減し残務整理に移る[62]。
  - 11月26日 - 実行委で収支決算見込みを報告[63]。収入約17億745万円・支出約17億135万で約610万円の黒字とし[63][64]、子供入場者が予想より多かった事による入場券収入の減少や企業出展減少と官公庁出展増加による出展料収入の減少による減収が報告された[63]。

## 主なイベント
カッコ内は開催日と出演者。
特設イベントホール
- オープニングステージ「uhb歌う21世紀博」（6月22日 シブがき隊他）
- イーストウエスト北海道'86（7月6日）
- HBCラジオ’86ほっかいどうレコード新人祭（7月12日 西村知美、山瀬まみ、水谷麻里、中山美穂、本田美奈子、中村繁之他計20名[65]）
- HTB ポカリスエット 舘ひろしコンサート（8月2日）
- FM北海道ヤングミュージックフェスティバル（8月10日 聖飢魔II、ウィラード）
- STVラジオ サンデージャンボスペシャル公開生放送（8月24日 司会:林家しん平 ゲスト:爆風スランプ、ZIG ZAG[66]）
- NHK FMリクエストアワー（9月6日 石川秀美、手風琴、東南西北他[67][68]）

ランドホール
- 劇団カッパ座 東芝童話劇場
  - 6月22日-7月19日：白雪姫と7人の小人
  - 7月20日-8月23日：裸の王様
  - 8月24日-9月15日：孫悟空
- 西城秀樹サイン会（6月22日）[46]
- NHKおかあさんといっしょ・にこにこぷんショー（6月28日・29日）
- 21世紀博歌謡ショー（7月13日 中村晃子ほか）
- 第2回北海道ミニ独立国サミット[69] 北海道連邦岩見沢サミット総会(8月3日 道内ミニ独立国17ヶ国代表者)[70]
- 明治大学マンドリン倶楽部演奏会（8月30日）[68]

## アクセス
- 北海道中央バス「21世紀博線」
  - 岩見沢駅前-21世紀博会場（岩見沢駅発平日19便・休日通常25便+臨時1便、会場発平日21便・休日25便+臨時3便）
  - 札幌駅前ターミナル-21世紀博会場（毎日2往復）
  - 大麻駅前-21世紀博会場（7・8月のみ毎日2往復）
- 岩見沢競馬場での7月13日・20日・27日の薄暮レース「遊トピアサンデーレース」開催時には博覧会会場から競馬場までの臨時バスを一往復運行した[71]。
- 日本国有鉄道が道内主要駅からの博覧会客向けの割引切符を発売、割引率は最高20%とした[72]。